# Akarma
Akarma (franska: Akarma (CR), Akarma (Commune Rurale), arabiska: سكورة الحدرة) är en kommun i Marocko.   Den ligger i provinsen Rehamna och regionen Marrakech-Safi, 250 km söder om huvudstaden Rabat. Antalet invånare är 5 662.